# Aleksander Suchanek
Aleksander Suchanek (Krakkó, 1936. június 9. – 2007) lengyel nemzetközi labdarúgó-játékvezető.

## Pályafutása

### Nemzeti játékvezetés
Játékvezetésből Krakkóban vizsgázott. Vizsgáját követően a Krakkói Labdarúgó-szövetsége
által üzemeltetett labdarúgó bajnokságokban kezdte sportszolgálatát. A Lengyel Labdarúgó-szövetség Játékvezető Bizottságnak (JB) minősítésével az Ekstraklasa játékvezetője. Küldési gyakorlat szerint rendszeres partbírói szolgálatot is végzett. Ekstraklasa mérkőzéseinek száma: 175, ezzel a lengyel ligamérkőzések örök ranglistáján a 4. helyet foglalja el. A nemzeti játékvezetéstől 1985-ben visszavonult.

### Nemzetközi játékvezetés
A Lengyel labdarúgó-szövetség JB terjesztette fel nemzetközi játékvezetőnek, a Nemzetközi Labdarúgó-szövetség (FIFA) 1977-től tartotta nyilván bírói keretében. Több nemzetek közötti válogatott, valamint UEFA-kupa és Kupagyőztesek Európa-kupája klubmérkőzést vezetett, vagy működő társának alapvonalbíróként segített. A lengyel nemzetközi játékvezetők rangsorában, a világbajnokság-Európa-bajnokság sorrendjében többedmagával a 12. helyet foglalja el 4 találkozó szolgálatával. A nemzetközi játékvezetéstől 1985-ben visszavonult. Válogatott mérkőzéseinek száma: 7.

#### Labdarúgó-világbajnokság
Az 1982-es labdarúgó-világbajnokságon és az 1986-os labdarúgó-világbajnokságon a FIFA JB bíróként alkalmazta. Selejtező mérkőzéseket az UEFA zónában vezetett.
| Időpont           | Helyszín                | Mérkőzés típusa           | Mérkőzés           | Eredmény | Nézők száma |
| ----------------- | ----------------------- | ------------------------- | ------------------ | -------- | ----------- |
| 1980. október 15. | Lenin Stadion, Moszkva  | előselejtező (3. csoport) | Szovjetunió–Izland | 5 – 0    | 21 000      |
| 1984. október 17. | Wembley Stadion, London | előselejtező (3. csoport) | Anglia–Finnország  | 5 – 0    | 47 234      |

#### Labdarúgó-Európa-bajnokság
Az  1980-as labdarúgó-Európa-bajnokságon és az 1984-es labdarúgó-Európa-bajnokságon azUEFA JB játékvezetőként foglalkoztatta.
| Időpont            | Helyszín                      | Mérkőzés típusa           | Mérkőzés             | Eredmény | Nézők száma |
| ------------------ | ----------------------------- | ------------------------- | -------------------- | -------- | ----------- |
| 1979. június 7.    | Városi Stadion, Malmö         | előselejtező (5. csoport) | Svédország–Luxemburg | 3 – 0    | 7 298       |
| 1982. november 17. | Gerhard Hanappi Stadion, Bécs | előselejtező (6. csoport) | Ausztria–Törökország | 4 – 0    | 9 614       |

#### NB I-es mérkőzése
| Időpont          | Helyszín             | Mérkőzés   | Eredmény | Nézők száma |
| ---------------- | -------------------- | ---------- | -------- | ----------- |
| 1986. április 5. | Népstadion, Budapest | FTC–Honvéd | 1 – 1    | 20 000      |

## Külső hivatkozások
- Aleksander Suchanek. World Referee. [2015. december 8-i dátummal az eredetiből archiválva]. (Hozzáférés: 2015. november 27.)
- Aleksander Suchanek. footballzz.com. (Hozzáférés: 2015. november 27.)
- Aleksander Suchanek. footballdatabase.eu. (Hozzáférés: 2015. november 27.)
- Aleksander Suchanek. scoreshelf.com. [2015. december 8-i dátummal az eredetiből archiválva]. (Hozzáférés: 2015. november 27.)
- Aleksander Suchanek. eu-football.info. (Hozzáférés: 2015. november 27.)
- Aleksander Suchanek. worldfootball.net. (Hozzáférés: 2015. november 27.)
- Aleksander Suchanek. cdn.md. [2015. december 8-i dátummal az eredetiből archiválva]. (Hozzáférés: 2015. november 27.)

| Elődje: Zygmunt Ziober 173 | Lengyel ligamérkőzések örök ranglistája 175 | Utódja: Ryszard Wójcik 184 |